# Vianga crowleyi
Vianga crowleyi är en fjärilsart som beskrevs av Aurivillius 1904. Vianga crowleyi ingår i släktet Vianga och familjen Eupterotidae. Inga underarter finns listade i Catalogue of Life.